# Radio Solar Telescope Network
Le Radio Solar Telescope Network est un réseau d'observatoires solaires faisant partie du Solar Electro-Optical Network maintenu et opéré par la Air Force Weather Agency (en) .